# Woesearchaeota
Woesearchaeota je archeální kmen. Kvůli menšímu množství systematických studií jsou známy pouze omezené informace o jeho rozšíření, taxonomii a metabolismu.

## Popis
Woesearchaeota byla pojmenována podle Carla Woeseho, který v roce 1977 definoval doménu Archea. S tímto kmenem se lze ale i setkat pod názvem DHVEG-6 (Deep-sea Hydrothermal Vent Euryarchaeota Group 6). Společně s dalšími 5 kmeny archeí (Diapherotrites, Parvarchaeota, Aenigmarchaeota, Nanohaloarchaeota, Nanoarchaeota) tvoří superkmen DPANN. Podle Národního centra pro biotechnologické informace (NCBI) mají Woesearchaeota doposud přiznaný pouze status „candidatus“ vzhledem k dosavadním neúspěchům při kultivaci v laboratorních podmínkách v čisté kultuře. O jejich přítomnosti v prostředí víme pouze díky molekulárně-biologickým metodám, přesněji metagenomice. 

## Výskyt
Výskyt Woesearchaeota byl detekován jen díky analýze genu kódující ribozomální 16S RNA ve velmi rozmanitých prostředích jako jsou podzemní a povrchové vody, zemské půdy, mořské sedimenty, sladkovodní sedimenty, aktivované kaly, mokřady, solná jezera, ústí řek a hlubokomořské hydrotermální průduchy.

## Genom
Kvůli dosavadním neúspěchům při kultivaci zástupců Woesearchaeota je analýza genomu náročná. Pro analýzu genomu se v případě Woesearchaeot využívá takzvaného pangenomu, což je genom zkombinovaný z více zástupců. Při analýze genomu bylo zjištěno, že pouze 3,2 % genů jsou takzvané core geny (tedy geny zodpovědné za základní procesy v buňce jako je například signalizace), zbytek genů byly tzv. accessory geny (geny charakteristické pro všechny zástupce kmenu Woesearchaeota) s 47,3 % a tzv. unique geny (geny unikátní pro samostatné druhy v kmenu Woesearchaeota) se zastoupením v genomu 49,5 %. Zajímavé také je, že u 25 % všech genů se doposud nepodařilo blíže charakterizovat, k jakému účelu slouží.

## Metabolismus
Pro lepší pochopení těchto dosud nekultivovaných mikroorganismů a jejich biologie jsou analyzovány jejich genomy, z nichž je možné sestavit metabolické dráhy, které teoreticky mohou Woesearchaeota využívat.
Společným znakem je nekompletnost genů pro kódování enzymů cyklu kyseliny citronové, elektron-transportního řetězce (zahrnující komplexy I až IV) a také enzymů zapojených do syntézy biomolekul jako jsou aminokyseliny, nukleotidy a isoprenoidové prekurzory. Tato zjištění naznačují, že Woesearchaeota jsou omezena v možnostech energetického metabolismu a biosyntéze organických sloučenin. Zajímavým aspektem je také přítomnost genů, které jsou zapojeny do fermentace, včetně genů pro laktátdehydrogenasu. Tyto geny mohou hrát roli v procesu anaerobního metabolismu a produkci různých fermentačních produktů.
Jedním z klíčových otazníků zůstává způsob, jakým tyto mikroorganismy získávají nezbytné živiny a stavební bloky pro své buňky. Jedna z možných hypotéz je, že Woesearchaeota mohou být těsně spojena s jinými mikroorganismy, které jim poskytují nezbytné biomolekuly. To by mohlo připomínat parazitický vztah mezi jiným zástupcem superkmenu DPANN, a to Nanoarchaeum equitans, a jeho hostitelem, Ignicoccus hospitalis. Tuto hypotézu podporuje i přítomnost retroelementů (hojně zastoupeny u všech archeí DPANN), které by mohly hrát roli v adaptaci těchto archeí na změny v prostředí a mimo jiné i na parazitický způsob života.